# Вильсон, Эллен
Эллен Акссон Вильсон (англ. Ellen Axson Wilson, 15 мая 1860 — 6 августа 1914) — первая жена президента Вудро Вильсона и Первая леди США с 1913 и вплоть до самой своей смерти в 1914 году.

## Биография
Эллен Акссон Вильсон родилась в Саванне, Джорджия, в семье преподобного Самуэля Эдварда Акссона, пресвитерианского министра, и Маргарет Джейн (урождённая Хойт) Акссон. Эллен была леди с изысканным вкусом к искусству, музыке и литературе.
Томас Вудро Вильсон впервые увидел Эллен в возрасте трёх лет. В апреле 1883 года Вильсон посетил своего двоюродного брата в Риме, Джорджия и там он снова встретил Эллен, которая помогала своему овдовевшему отцу. Они встречались пять месяцев, но отложили свадьбу, так как он стажировался в Университете Джонса Хопкинса, она ухаживала за больным отцом.
Вильсон, в возрасте 28 лет, женился на Эллен, 25 лет, 24 июня 1885 года в доме деда невесты в Саванне, Джорджия. В церемонии принимали участие отец Вильсона, преподобный Джозеф Вильсон, и дедушка Эллен, преподобный Исаак Стоктон Кит Акссон. Медовый месяц они провели в Уэйнесвилле, горном курорте в западной части Северной Каролины. В том же году колледж Брин Маур предложил Вильсону должность преподавателя с годовым окладом в 1500 долларов. Они жили в кампусе колледжа вместе с младшим братом Эллен.

## Дети
У Вильсонов было три дочери:
- Маргарет Вудро Вильсон (1886—1944) — певица, предприниматель.
- Джесси Вудро Вильсон Сейр (1887—1933) — родилась в Гейнсвилле, Джорджия. Окончила Гаучер-колледж в Балтиморе, три года работала в поселенческом доме в Филадельфии. 25 ноября 1913 года вышла замуж за Фрэнсиса В. Сейра. Вместе с мужем поселилась в Кембридже, Массачусетс, где Сейр поступил в Гарвардскую школу права. Джесси принимала активное участие в Лиге женщин-избирателей. Умерла во время операции по удалению аппендикса[5].
- Элеанор Рэндольф Вильсон (1889—1967).

## Первая леди США

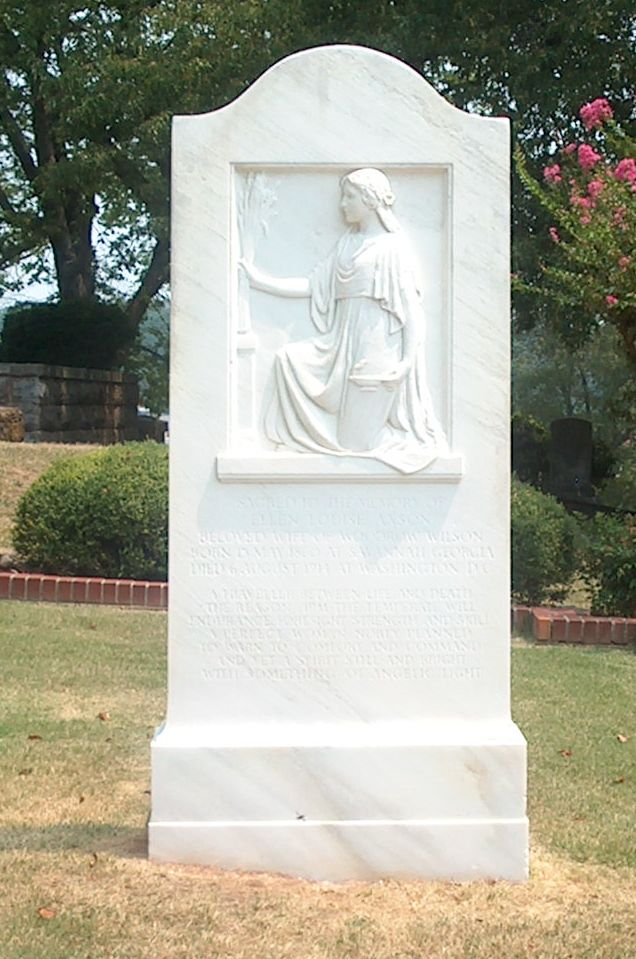
Могила Эллен Вильсон на кладбище Миртл-Хилл.

Во время пребывания в Белом доме, Эллен окрашивала и рисовала эскизы в студии на третьем этаже Белого дома, жертвуя средства от продажи работ на благотворительность. В Белом доме состоялась свадьба двух её дочерей. Вильсон предпочитала не устраивать балы.

## Смерть
Эллен Вильсон умерла от болезни Брайта 6 августа 1914 года. Похоронена на кладбище Миртл-Хилл.